# Потвора на порозі
«Потвора на порозі» (The Thing on the Doorstep) — оповідання жахів американського письменника Г. Ф. Лавкрафта, частина всесвіту Міфів Ктулху. Воно було написане в серпні 1933 року і вперше опубліковане у номері Weird Tales за січень 1937 року.

## Натхнення
Ідея оповідання прийшла до Лавкрафта у сні, який наснився йому у 1928 році, і який він записав у своєму записнику Commonplace Book таким чином:
«У чоловіка є жахливий друг-чарівник, який отримує над ним вплив. Той вбиває його, захищаючи свою душу — замуровує тіло у стародавньому підвалі, АЛЕ — мертвий чарівник (який говорив дивні речі про те, що душа лишається в тілі) обмінюється з ним тілами … залишивши його труп, що продовжує все усвідомлювати, у підвалі».

## Сюжет
«Його тіло необхідно спалити! Тіло того, хто не був Едвардом Дербі, коли я його застрелив. Я збожеволію, якщо цього не зроблять, адже наступним можу стати саме я. Але я здобич не з легких і не дозволю жаху, що вирує довкіл, зламати мою волю». – Деніел Аптон, «Потвора на порозі»
Деніел Аптон, оповідач історії, пояснює, що він убив свого найкращого друга, Едварда Дербі, і сподівається, що його розповідь доведе, що він не вбивця. Він починає з опису життя та кар'єри Дербі. Дербі цікавився окультизмом навіть у дитинстві, і через це подружився з Аптоном. У вільний час вони обговорювали темну міфологію. Кожного разу, коли Дербі приходив у гості, він завжди використовував ту саму манеру стукати в двері: три удари, пауза, а потім ще два удари дверним молотком; тому Аптон завжди розумів, що це прийшов Дербі. Батьки Дербі завжди любили його, і він особливо покладався на них, особливо на свою матір. Її смерть викликала у нього депресію, від якої він довго оговтувався. Далі Аптон розповідає про Асенат Вейт, що навчалася у Міскатонікському університеті, як і Дербі. Едвард і Асенат незабаром одружуються після того, як зблизились завдяки любові до окультизму. Незважаючи на сумніви, Дербі разом із трьома слугами з Інсмута переїжджає до старого будинку Кроніншилдів.
Через кілька років люди починають помічати дивні зміни в здібностях Дербі. Іноді він їде з дому, керуючи автомобілем сам, хоча ніколи не вчився кермувати. Час від часу на шляху додому його машину веде водій або механік, поки він тулиться на задньому сидінні. Дербі довіряється Аптону, розповідаючи йому дивні історії про Асенат. Одного разу ввечері він у паніці приходить до дверей Аптона і проголошує, що ніколи більше не дозволить їй зробити з ним певну річ. Дербі намагається натякнути на те, що, як він вважає, покійний батько Асенат, Ефраїм Вейт, насправді може бути не мертвим. У розпалі цієї історії він раптово зупиняється, наче підпавши під дію якогось гіпнотичного закляття.
Пізніше Аптона викликають, щоб він забрав Дербі, якого знайшли у Чесанкуку, штат Мен, коли він безладно блукав. Повертаючись додому з Аптоном, Дербі розповідає про те, як Асенат використовувала його тіло, і що він впевнений, що це насправді був Ефраїм, який живе в тілі Асенат. Дербі каже Аптону: «Вона [Асенат] пише достоту таким самим почерком, як і в рукописах її батька, до останньої риски». Перш ніж закінчити свою розповідь, Дербі переживає невеликий напад і різко змінює особистість, просячи Аптона ігнорувати те, що він щойно сказав. Однак Аптон бачить зміну в його очах; він думає, що вони схожі на очі Асенат, а потім, що вони, мабуть, більше схожі на очі Ефраїма.
Кілька місяців по тому Дербі з'являється в дверях Аптона і каже, що знайшов спосіб утримувати Асенат на відстані і не дати їй використовувати його тіло, маючи на увазі якесь заклинання чи ритуал. Дербі закінчує ремонт у своєму старому сімейному будинку, але, здається, йому чомусь не хочеться залишати будинок Кроніншилдів, що видається дивним. Дербі знову відвідує Аптона і починає марити про свою дружину та тестя і про те, як він все ще відчуває її, його, це, що чіпляється за його розум, поки він спить, намагаючись захопити його. Аптон змушує Дербі лягти спати, але потім відвозить його до лікарні для душевнохворих в Аркґемі. Згодом із лікарні телефонують Аптону і повідомляють, що «розум Дербі раптово повернувся до нього», хоча, відвідавши його, Аптон розуміє, що це не справжня особистість Дербі, а особа, яку він зустрів під час поїздки додому.
Аптон прокидається, почувши, що хтось стукає у двері так, як це раніше робив Дербі — три удари, а потім ще два. Аптон думає, що це може бути Дербі, але, відчинивши двері, бачить карликову, горбату постать, яка ховається під довгим пальто Дербі і передає листа від нього. У листі пояснюється, що Дербі насправді вбив Асенат і сховав її тіло в їхньому підвалі. Але він повинен був усвідомити, що душа Асенат (а можливо, Ефраїма) частково відокремлена від її тіла, і що душа житиме, поки тіло не буде кремовано. Асенат вдалося взяти під контроль його тіло, поки він був у лікарні, що означає, що «потвора на порозі» — це насправді Дербі, який вселився у гниючий труп Асенат. Автор записки благає Аптона піти до лікарні та убити Дербі, який тепер завжди буде одержимий душею Ефраїма, так само, як, на його думку, колись була одержима Асенат.
Аптон робить це, хоча каже, що боїться, що його душу буде так само переміщено.

## Персонажі
Едвард Пікман Дербі

Едвард Пікман Дербі, головний герой оповідання, — поет і чоловік Асенат Вейт. Зображення Лавкрафтом дитинства Дербі вважається здебільшого автобіографічним:
«Імовірно, домашня освіта й усамітнення зумовили його дочасний розквіт. Єдина дитина в родині, Едвард мав фізичні вади, що змушувало батьків надміру ним опікуватися і весь час тримати біля себе — хлопцю не дозволяли гуляти без супроводу, тому дуже нечасто він мав нагоду вдосталь погратися з іншими дітьми. Поза сумнівом, усе це сприяло виникненню у хлопця незвичайного і потаємного внутрішнього світу, тільки в уяві він давав собі волю… Що стосується самостійності, то з огляду на постійне усамітнення в суто практичних питаннях молодий Дербі був геть безпорадний. Стан його здоров'я поліпшився, але через дитячу звичку до залежності від надміру турботливих батьків він ніколи не подорожував без супроводу, ніколи самостійно не ухвалював рішень, не наважувався брати на себе відповідальності за будь-що».
Однак вважається малоймовірним, що зазвичай схильний до самоприниження Лавкрафт мав на увазі себе, коли описував Дербі як вундеркінда та молоду літературну сенсацію:
«Це була диво-дитина, яких мені ще не доводилося зустрічати: вже у семирічному віці він складав похмурі, фантастичні вірші, які дивували і водночас лякали його наставників… Незвичайний геній молодого Дербі і далі вражаюче розвивався, і на вісімнадцятому році життя він видав збірку моторошної лірики під назвою «Азатот та інші жахи», викликавши справжню сенсацію».
Назва книги Дербі натякає на те, що Лавкрафт мав на увазі Кларка Ештона Сміта, який отримав визнання у віці дев'ятнадцяти років, коли опублікував поетичну книгу під назвою «Зоряний ходок та інші вірші» (1912). Іншим можливим прототипом є Альфред Гелпін, друг Лавкрафта, який був на одинадцять років молодший за нього, якого він описав як такого, що інтелектуально «надзвичайно перевищує мене».
Пишучи, що на обличчі Дербі  «майже неможливо було розгледіти щось схоже на вуса», Лавкрафт натякає на свого протеже Френка Белкнепа Лонга, якого він часто дражнив з тієї ж причини.
Листування Дербі з «сумнозвісним поетом-бодлеріанцем Джастіном Джефрі» є даниною поваги до оповідання Роберта Говарда з циклу Міфів Ктулху «Чорний камінь» (1931).
Так само, як і Аптон, Пікман і Дербі —  старі салемські прізвища. У оповіданнях Лавкрафта є припущення, що ці три родини тісно пов'язані; Річард Аптон Пікман є головним героєм «Натури для Пікмана», тоді як Фундація Натаніела Дербі Пікмана фінансує антарктичну експедицію в повісті «У горах божевілля».

Пітер Кеннон зауважує, що персонаж головного героя керує сюжетом «Потвори на порозі» більше, ніж у більшості історій Лавкрафта. 
«У той час як космічні сили зазвичай випадково перемагають типового героя Лавкрафта, такого як Пізлі, у цьому оповіданні Дербі повинен звинувачувати лише власну слабку особистість в тому, що він став жертвою мерзенних задумів своєї дружини».
Деніел Аптон
Деніел Аптон — оповідач історії та найкращий друг її головного героя, Едварда Дербі. Після навчання в Гарвардському університеті та проходження практики у бостонського архітектора він відкриває власну практику в Аркґемі. Він одружений і приблизно у віці 28 років у нього народжується син Едвард Дербі Аптон.
Аптон — це старе прізвище, що походить з Салема, штат Массачусетс, що відображає той факт, що Аркґем переважно є вигаданою версією Салема. Лавкрафт описував Вінслоу Аптона, професора Університету Брауна, як «друга сім'ї».
У оповіданні Фріца Лайбера «To Arkham and the Stars», (1966) Аптону приписують проектування нової адміністративної будівлі Міскатонікського університету та ядерної лабораторії Пікмана, що описані як «прекрасні будівлі, цілком сумісні зі старим чотирикутником». Альберт Вілмарт в оповіданні зауважує, що Аптон «зробив видатну кар'єру з тих пір, як його визнали психічно здоровим і звільнили з-під варти з вердиктом „виправдане вбивство“».
Асенат Вейт Дербі
Асенат Вейт Дербі — дружина Едварда Дербі та донька Ефраїма Вейта. Вона описана як «чорнява, невисока на зріст та дуже гарненька, хоч і мала дещо витрішкуваті очі» — вигляд, звичайний для людей з рідного міста Асенат Інсмута. У поєднанні з тим фактом, що її матір'ю була «нікому невідома дружина Ефраїма, яка завжди ховала обличчя», є вагоме припущення, що Асенат є створінням, що являє собою гібрид Глибоководного та людини, подібним до описаних Лавкрафтом у «Мороку над Інсмутом». Ця історія наполегливо припускає, що «Асенат» насправді може взагалі не бути присутньою в оповіданні, а її тіло фактично перебуває під контролем її батька (або, можливо, Камоґа), який наразі намагається переміститися у тіло Дербі.
У Біблії Асенат одружена з Йосипом і є матір'ю Ефраїма. С. Т. Джоші стверджує, що її ім'я перекладається як «вона належить своєму батькові», і що «в оповіданні Асенат буквально „одержима“ своїм батьком».
Пітер Кеннон пише, що Асенат Дербі робить «Потвору на порозі» «єдиною історією Лавкрафта з сильним або важливим жіночим персонажем», хоча це питання ускладнюється «ситуацією зміни статі» в оповіданні.
Ефраїм Вейт
Ефраїм Вейт — літній батько Асенат Вейт. Про нього кажуть, що він «свого часу мав неабиякий хист до магії» і описується, що він має «схоже на вовче, демонічне обличчя» із «сплутаною сивою бородою». Він «помер, геть втративши розум» приблизно в той час, коли Асенат вступила до школи Голла. Незважаючи на те, що Ефраїм є корінним жителем Інсмута, він виглядає як цілком звичайна людина, оскільки не перетворився на Глибоководного у старості.
За словами Роберта М. Прайса, прототипом для Вейта був реальний окультист Артур Едвард Вейт, найбільш відомий завдяки колоді Таро Райдера-Вейта.
Камоґ
«Камоґ» — це таємне ім'я Ефраїма Вейта у ковені. З іншої точки зору, це, можливо, ім'я нелюдської сутності, яка мала владу над ним та його родиною.